# Vuelta a Murcia 2023
La 43.ª edición de la clásica ciclista Vuelta a Murcia fue una carrera en España celebrada el 11 de febrero de 2023 con inicio en la ciudad de San Javier y final en el Parque de Alfonso Torres sobre un recorrido de 194,7 kilómetros.
La carrera formó parte del UCI Europe Tour 2023, calendario ciclístico de los Circuitos Continentales UCI, dentro de la categoría 1.1 y fue ganada por el británico Ben Turner del INEOS Grenadiers. Completaron el podio, como segundo y tercer clasificado respectivamente, el australiano Simon Clarke del Israel-Premier Tech y el belga Jordi Meeus del Bora-Hansgrohe.

## Equipos participantes
Tomaron parte en la carrera 21 equipos: 9 de categoría UCI WorldTeam, 11 de categoría UCI ProTeam y 1 de categoría Continental. Formaron así un pelotón de 147 ciclistas de los que acabaron 107. Los equipos participantes fueron:
| WorldTeams (9)- Arkéa-Samsic - Astana Qazaqstan Team - Bora-Hansgrohe - Cofidis - Groupama-FDJ - Ineos Grenadiers - Intermarché-Circus-Wanty - Movistar Team - UAE Team Emirates ProTeams (11)- Burgos-BH - Caja Rural-Seguros RGA - Eolo-Kometa - Equipo Kern Pharma - Euskaltel-Euskadi - Israel-Premier Tech - Lotto Dstny - Q36.5 Pro Cycling Team - Team Flanders-Baloise - TotalEnergies - Tudor Pro Cycling Team Equipo continental- Electro Hiper Europa |
| |

## Clasificación final
- La clasificación finalizó de la siguiente forma:[3]

| \| Clasificación general \| Clasificación general \| Clasificación general \| Clasificación general \| Clasificación general \| \| Ciclista \| Ciclista \| Equipo \| Tiempo \| \| \| --------------------- \| --------------------- \| ------------------------ \| --------------------- \| --------------------- \| \| 1.º \| Ben Turner \| Ineos Grenadiers \| 4 h 24 min 59 s \| \| \| 2.º \| Simon Clarke \| Israel-Premier Tech \| + 0 s \| \| \| 3.º \| Jordi Meeus \| Bora-Hansgrohe \| + 0 s \| \| \| 4.º \| Valentin Madouas \| Groupama-FDJ \| + 0 s \| \| \| 5.º \| Matteo Trentin \| UAE Team Emirates \| + 0 s \| \| \| 6.º \| Tim Wellens \| UAE Team Emirates \| + 0 s \| \| \| 7.º \| Pascal Eenkhoorn \| Lotto Dstny \| + 0 s \| \| \| 8.º \| Loïc Vliegen \| Intermarché-Circus-Wanty \| + 0 s \| \| \| 9.º \| Milan Menten \| Lotto Dstny \| + 0 s \| \| \| 10.º \| Gorka Izagirre \| Movistar Team \| + 0 s \| \| |                  |                          |                 |
| |                  |                          |                 |
| Fuente: ProCyclingStats |                  |                          |                 |
| Clasificación general |                  |                          |                 |
| Ciclista | Ciclista         | Equipo                   | Tiempo          |
| 1.º | Ben Turner       | Ineos Grenadiers         | 4 h 24 min 59 s |
| 2.º | Simon Clarke     | Israel-Premier Tech      | + 0 s           |
| 3.º | Jordi Meeus      | Bora-Hansgrohe           | + 0 s           |
| 4.º | Valentin Madouas | Groupama-FDJ             | + 0 s           |
| 5.º | Matteo Trentin   | UAE Team Emirates        | + 0 s           |
| 6.º | Tim Wellens      | UAE Team Emirates        | + 0 s           |
| 7.º | Pascal Eenkhoorn | Lotto Dstny              | + 0 s           |
| 8.º | Loïc Vliegen     | Intermarché-Circus-Wanty | + 0 s           |
| 9.º | Milan Menten     | Lotto Dstny              | + 0 s           |
| 10.º | Gorka Izagirre   | Movistar Team            | + 0 s           |

## UCI World Ranking
La Vuelta a Murcia otorgó puntos para el UCI World Ranking para corredores de los equipos en las categorías UCI WorldTeam, UCI ProTeam y Continental. Las siguientes tablas son el baremo de puntuación y los diez corredores que obtuvieron más puntos:
| Posición              | 1.º | 2.º | 3.º | 4.º | 5.º | 6.º | 7.º | 8.º | 9.º | 10.º | 11.º | 12.º | 13.º-15.º | 16.º-25.º |
| Clasificación general | 125 | 85  | 70  | 60  | 50  | 40  | 35  | 30  | 25  | 20   | 15   | 10   | 5         | 3         |

| Clasificación |                  |                          |        |
| Posición      | Ciclista         | Equipo                   | Puntos |
| ------------- | ---------------- | ------------------------ | ------ |
| 1.º           | Ben Turner       | INEOS Grenadiers         | 125    |
| 2.º           | Simon Clarke     | Israel-Premier Tech      | 85     |
| 3.º           | Jordi Meeus      | Bora-Hansgrohe           | 70     |
| 4.º           | Valentin Madouas | Groupama-FDJ             | 60     |
| 5.º           | Matteo Trentin   | UAE Emirates             | 50     |
| 6.º           | Tim Wellens      | UAE Emirates             | 40     |
| 7.º           | Pascal Eenkhoorn | Lotto Dstny              | 35     |
| 8.º           | Loïc Vliegen     | Intermarché-Circus-Wanty | 30     |
| 9.º           | Milan Menten     | Lotto Dstny              | 25     |
| 10.º          | Gorka Izagirre   | Movistar                 | 20     |